# Grüna (Zeulenroda-Triebes)
Grüna ist ein Weiler von Niederböhmersdorf, einem Ortsteil der Stadt Zeulenroda-Triebes im Landkreis Greiz in Thüringen.

## Lage
Der Weiler Grüna besteht aus wenigen Häusern und befindet sich südlich der Ortslage Niederböhmersdorf an der Bundesstraße 94 nahe Schwarzbach.

## Geschichte
Im Jahr 1540 wurde Grüna erstmals urkundlich genannt.